# Gribskov község
Gribskov község (dánul: Gribskov Kommune) Dánia 98 községének (kommune, helyi önkormányzattal rendelkező közigazgatási egység) egyike. A Hovedstaden régióban található. Gribskov község Frederiksværk-Hundested, Hillerød, Fredensborg, Helsingør és Höganäs Municipality községekkel határos. Lakosainak száma 41 107 fő (2016).